# Влодзимирский, Лев Емельянович
Лев Емельянович (Эмильевич) Влодзимирский (10 января 1905, Барнаул — 23 декабря 1953) — деятель советских спецслужб, генерал-лейтенант (1945). Начальник Следственной части ГЭУ НКВД- Следственной части по особо важным делам НКГБ-МГБ-МВД СССР. Входил в ближайшее окружение Л. П. Берии.
Арестован по делу Берии Л. П. по обвинению в «измене Родине в форме шпионажа и заговоре с целью захвата власти» и др. 23 декабря 1953 г. приговорён Специальным судебным присутствием Верховного Суда СССР по ст. 58 УК РСФСР к высшей мере наказания — смертной казни и в тот же день расстрелян в 21 час 20 минут. Тело было кремировано в печи 1-го Московского крематория, прах захоронен в могиле невостребованных прахов № 3 Донского крематория. Посмертно признан судом фальсификатором и нарушителем законности. Отличался крайней жестокостью при проведении допросов.

## Биография
Родился в семье ссыльных польских революционеров, отец работал контролёром пассажирских поездов, в годы гражданской войны поддержал красных, служил уездным военным комендантом в Зарайске. Здесь же Лев окончил школу второй ступени, а в 1917 окончил 3 класса высшего начального городского училища в Москве.
Вступил в РККА, с января 1919 — самокатчик, помощник шофёра в автопарке на Южном и Юго-Западном фронтах (до ноября 1920 г.), рулевой-боцман Севастопольского военного порта (декабрь 1920 — апрель 1925 г.). В 1924 г. учился на вечерних общеобразовательных курсах при Политуправлении Чёрноморского флота. В 1925 г. демобилизован по болезни ввиду нервного расстройства. Работал секретарём Кисловодского райисполкома (июль 1925 — май 1927 г.), затем — безработный в Пятигорске.
Состоял в ВКП(б) с 1931 года.
В органах ОГПУ-НКВД-НКГБ-МГБ с 1927 г.: с сентября 1927 г. — уполномоченный УГРО Терского округа, с мая 1928 г. — сотрудник Терского окружного отдела ГПУ, г. Железноводск, с октября 1928 г. — заведующий следственной группой УГРО Терского округа, с апреля 1930 г. — вновь в Терском окружном отделе (затем оперсекторе) ГПУ, одновременно в 1930 г. окончил вечернюю совпартшколу 2-й ступени, Пятигорск. Впоследствии работал уполномоченным ПП ОГПУ по Северо-Кавказскому краю, с июля 1934 г. — уполномоченный СПО УГБ УНКВД по Северо-Кавказскому краю, в 1937 г. — врид начальника отделения 4-го отдела УГБ УНКВД Орджоникидзевского края. С 8 мая 1937 г. — в центральном аппарате НКВД СССР, заместитель начальника отделения 4-го отдела ГУГБ НКВД — 1-го Управления НКВД — 2-го отдела ГУГБ НКВД (секретно-политический отдел). Затем занимал должности:
- Помощник начальника Следственной части НКВД СССР (22 декабря 1938 — 4 сентября 1939 г.);
- Заместитель начальника Следственной части ГЭУ НКВД СССР (4 сентября 1939 — 4 марта 1940 г.);
- Начальник Следственной части ГЭУ НКВД СССР (4 марта — 22 июля 1940 г.);
- 1-й заместитель начальника 3-го (контрразведывательного) отдела ГУГБ НКВД СССР (22 июля 1940 — 26 февраля 1941 г.);
- Начальник Следственной части НКГБ СССР (26 февраля — 31 июля 1941 г.);
- Начальник Следственной части по особо важным делам НКВД СССР (31 июля 1941 — 12 мая 1943 г.), с октября 1941 г. одновременно начальник 9-го Управления оборонительного строительства, Краснодарский край;
- Начальник Следственной части по особо важным делам НКГБ — МГБ СССР (12 мая 1943 — 20 мая 1946 г.);
- Начальник УМГБ по Горьковской области (август — 19 ноября 1946 г.).

В январе 1947 г. уволен в запас. С июня 1947 г. — в Главном управлении советским имуществом за границей при СМ СССР: начальник Управления кадров ГУСИМЗ (июнь 1947 — май 1948 г. и июль 1948 — февраль 1950 г.), в распоряжении ГУСИМЗ (февраль — май 1950 г.), начальник ревизионного отдела ГУСИМЗ (май 1950 — март 1953 г.). После смерти И. В. Сталина вернулся в объединённое МВД: Начальник Следственной части по особо важным делам МВД СССР (18 марта — 3 июля 1953 г.).

## Арест, суд, казнь
17 июля 1953 года, после ареста Берии Л. П. снят с должности, арестован и уволен из органов МВД как «член банды Берия».
Специальным судебным присутствием Верховного суда СССР 23 декабря 1953 года вместе с Берия Л. П., Кобуловым Б. З., Меркуловым В. М., Гоглидзе С. А., Деканозовым В. Г., Мешиком П. Я. приговорён к смертной казни (расстрелу) с конфискацией лично ему принадлежащего имущества, лишением воинских званий и наград.
После ареста и расстрела Влодзимирского его жена — Влодзимирская Сусанна Яковлевна была выслана в 1954 году на спецпоселение в Казахскую ССР.

## Отказ в реабилитации
29 мая 2000 года, рассмотрев обращение родственников осуждённых с просьбой о реабилитации, Военная коллегия Верховного суда Российской Федерации вынесла Определение № бн-00164/2000, в котором, в частности говорится:
Оценивая действия Деканозова, Мешика и Влодзимирского, Военная коллегия исходит из следующего. Будучи ответственными должностными лицами в органах госбезопасности и внутренних дел государства, они хотя и выполняли распоряжения Берии, Кобулова, Меркулова, но и сами систематически злоупотребляли властью, что выражалось в арестах невиновных людей, фальсификации материалов уголовных дел, применении пыток, то есть совершили деяния при наличии особо отягчающих обстоятельств в виде незаконного лишения свободы и гибели многих граждан. Поэтому в содеянном Деканозовым, Мешиком, Влодзимирским суд усматривает состав преступления, предусмотренного ст. 193 — 17"б" УК РСФСР (в редакции 1926 года).
Отказав в реабилитации, ВКВС вместе с тем частично изменила приговор Специального судебного присутствия от 23 декабря 1953 года, переквалифицировав деяния осуждённых, исключив обвинение в измене Родине и назначив им наказание за должностные преступления в виде злоупотребления властью при наличии особо отягчающих обстоятельств в виде 25 лет лишения свободы посмертно, отменив соответственно указание о применении к ним конфискации имущества.

## Звания
- Лейтенант ГБ (31 января 1936 г.);
- Старший лейтенант ГБ (5 ноября 1937 г.);
- Капитан ГБ (25 февраля 1939 г.);
- Майор ГБ (14 марта 1940 г.);
- Комиссар ГБ (14 февраля 1943 г.);
- Комиссар ГБ 3-го ранга (2 июля 1945 г.);
- Генерал-лейтенант (9 июля 1945 г.).

## Награды
- Орден Ленина (30.04.1946)
- два ордена Красного Знамени (26.04.1940, 03.11.1944)
- Орден Трудового Красного Знамени (21.02.1942)
- Орден Красной Звезды (22.07.1937)
- Орден «Знак Почёта» (20.09.1943)
- 3 медали
- Нагрудный знак «Почётный работник ВЧК-ОГПУ» (30.04.1939)

В соответствии с приговором суда лишён всех государственных наград.